# Japonesos a Espanya
Els japonesos a Espanya (en japonès 日系スペイン人) fan referència, en gran part, als empresaris expatriats de les corporacions japoneses, així com també als estudiants internacionals. Hi ha, també, gent amb ascendència japonesa a Espanya, fins i tot descendents d'immigrants del segle XVII que van arribar a Espanya, a més d'integrants de la població "Nikkeijin" (persones d'ascendència japonesa de diversos països de Llatinoamèrica i Espanya). D'acord amb l'Institut Nacional d'Estadística, 4.898 ciutadans japonesos resideixen al país; el Ministeri de Relacions Exteriors del Japó va donar una xifra una mica més elevada de 8.080 el 2015.

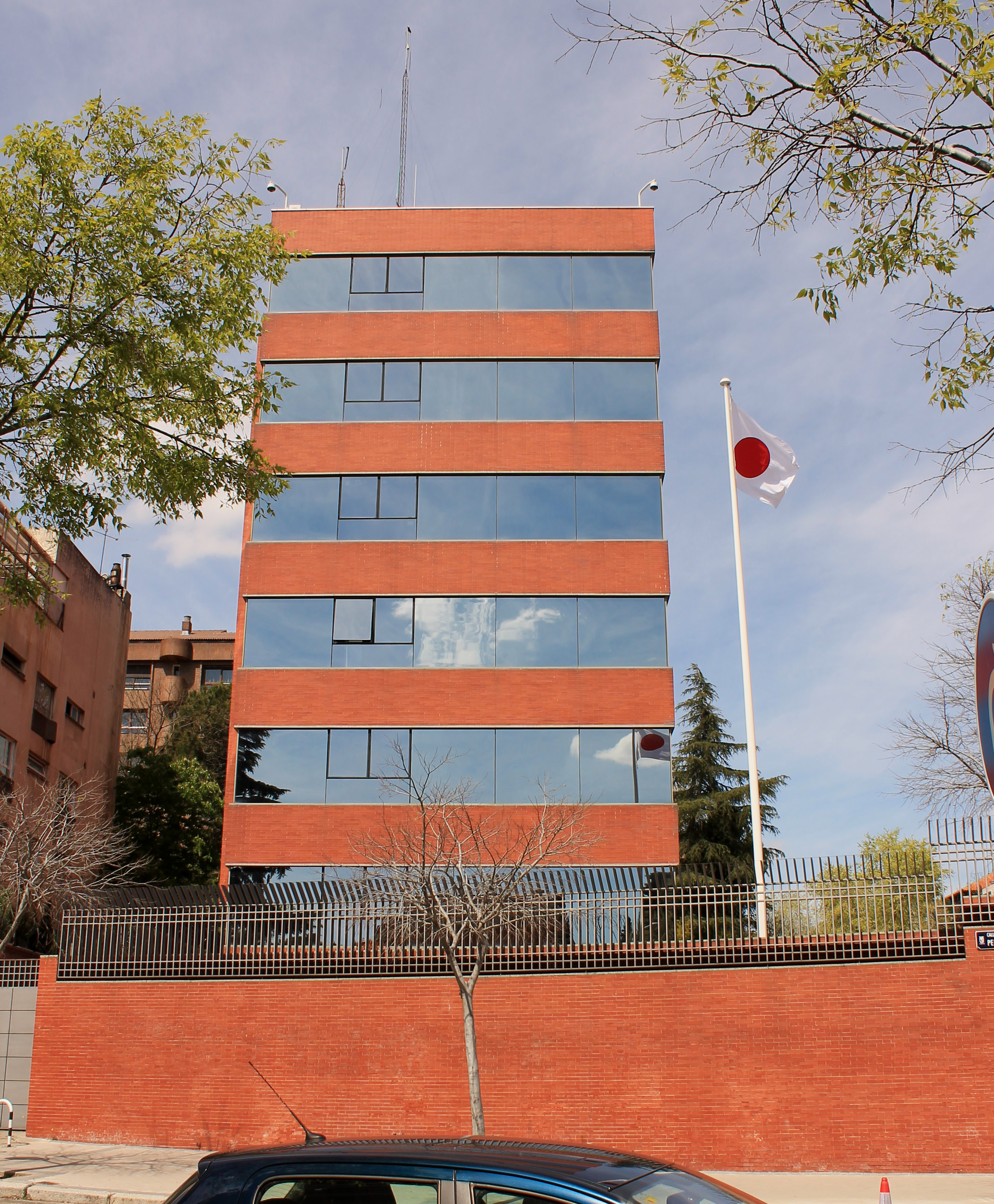
Ambaixada del Japó a Madrid

## Història
Els primers japonesos a assentar-se a Espanya van ser els membres d'una ambaixada dirigida per Hasekura Tsunenaga. En lloc de tornar al Japó en 1617, sis samuráis van romandre en Coria del Río, prop de Sevilla. El cognom "Japón" ("japonès" en castellà antic) es conserva entre els aproximadament 700 habitants de Coria del Río, identificant-los com a descendents dels membres de la delegació de Hasekura Tsunenaga.
Els contactes entre Espanya i el Japó no es reprendria fins a 1854 quan va arribar a les Filipines l'Expedició Ansei, promoguda pel daimyō de Fukuoka Kuroda Nagahiro, a la qual el govern de l'arxipèlag va respondre amb una delegació a l'any següent. Es va tractar d'un tímid intent per part de l'administració espanyola de les Filipines per a signar un acord comercial amb el Japó. No obstant això, aquesta idea va ser abandonada poc després.
Així i tot i com ja passés anteriorment amb l'ambaixada de Hasekura, el llegat d'això va ser l'arribada a la província de Jaén, el 1872, de José Luis Ceacero Inguanzo i la seva esposa Miyoko, filla del daimyō de Fukuoka, qui es va convertir en la primera dona japonesa a visitar Espanya. Fruit d'aquest matrimoni van néixer tres fill, qui van generar descendència de la qual avui dia existeixen alguns descendents.
El primer negoci japonès que es va crear a Espanya va ser SANYO España.S.A. en 1969. Des de llavors, Catalunya es va convertir en el lloc primari d'operacions de negocis japonesos a Espanya.
Entre 1970 i 1980, els "Nikkeis" es van establir a Espanya, fugint de les crisis financeres i/o l'opressió política als seus països d'origen. Des de la dècada de 1970, molts japonesos també han arribat a Espanya com a empresaris i estudiants. En 1966, només hi havia al voltant de 280 ciutadans japonesos a Espanya, però aquest número va augmentar a 2.824 en 1993.

## Llengua
Els "Nikkeis" a Espanya principalment parlen espanyol i només un número reduït pot parlar japonès. En contrast, els expatriats japonesos i els seus fills parlen japonès com a llengua materna.

## Estadístiques
A partir de 2001 5.167 ciutadans japonesos residissin a Espanya, amb 1.189 d'ells a Barcelona i 87 en altres localitats de Catalunya. La majoria dels japonesos a Catalunya són empleats d'empreses japoneses.

## Institucions
La Barcelona Suiyokai és una associació d'empreses japoneses a Barcelona. Gestiona un festival de l'any nou japonès. El 2004 57 empreses eren part de l'associació.
Barcelona també té un club de Go, un club de haiku, un club de golf, una associació de professors de japonès, una associació d'ex-alumnes de l'escola complementària japonesa, i una associació hispana-japonesa.

## Educació

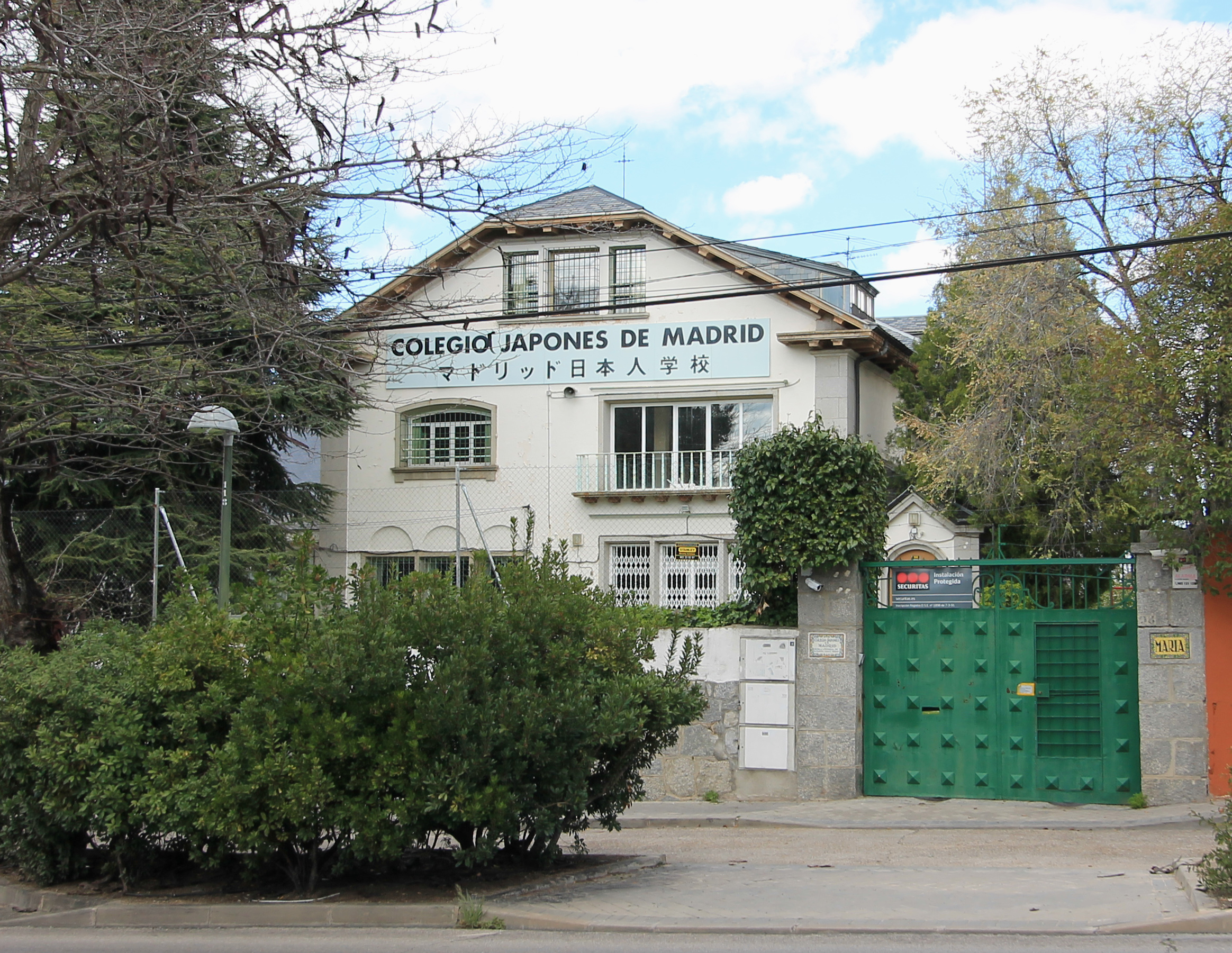
Col·legi Japonès de Madrid

Espanya compta amb dues escoles internacionals japoneses: el Col·legi Japonès de Barcelona i el Col·legi Japonès de Madrid. Ambdues ciutats també tenen programes d'educació de cap de setmana japonesos.<.
Espanya tenia el Col·legi Japonès de Las Palmas (ラス・パルマス日本人学校). Localitzada a Tafira Baja, es va obrir en l'octubre de 1973; era el col·legi japonès més antic d'Espanya i el tercer més antic d'Europa. Es va tancar permanentement el març de 2001.
L'Eixample de Barcelona té una biblioteca per a japonesos que va obrir en 1992. La majoria dels clients, però la gent local està autoritzada a utilitzar la biblioteca. Un edifici d'apartaments té la biblioteca.

## Persones destacades
- Kiyoshi Uematsu, judoka
- Kenji Uematsu, judoka
- Yuu Shirota, actor i cantant
- David Silva, futbolista professional[16]
- Pedro Shimose, poeta, professor i assagista; treballa i viu a Madrid.[17]
- Rayito, músic i productor